# Francesca Callao i Oliva
Francesca Callao i Oliva (Esparreguera, Baix Llobregat, 1 de juny de 1934 - Barcelona, 17 de març de 1981) fou una soprano operística.
Va ser deixeble de la soprano Conxita Badia des del 13 anys. Va estudiar la carrera de cant al Conservatori Superior de Música del Liceu amb la professora hongaresa Eugenia Kemeny, coincidint en estudis amb la soprano Montserrat Caballé. Va debutar al Gran Teatre del Liceu l'11 de novembre de 1954 amb l'òpera La favorita de Gaetano Donizetti, en el paper d'Inés, un rol no principal.
Va ser becària de la Diputació Provincial de Barcelona. Amb motiu de la celebració del esdeveniment "Música en Compostela" va ser escollida per a cantar davant del cardenal Francis Spellman, bisbe de Nova York, i de l'arquebisbe de Santiago de Compostela Fernando Quiroga Palacios. El desembre de 1959 va cantar al Liceu l'òpera Hänsel und Gretel d'Engelbert Humperdinck, la primera representació amb text en castellà mai fet a Espanya, juntament amb Anna Ricci. En 1961, el 13 de gener, va cantar el rol de Papagena de La flauta màgica de Mozart al Liceu. En 1962 va cantar la Zerlina de Don Giovanni de Mozart al Liceu, en un elenc format també pels catalans Montserrat Caballé i Joan Oncina. L'11 de desembre de 1962 va assumir el rol de Rosaura a l'òpera El giravolt de maig d'Eduard Toldrà, juntament amb la mezzosoprano catalana Montserrat Aparici. Es va tractar d'una sessió de 3 òperes catalanes, la de Toldrà seguida de les òperes de Xavier Montsalvatge Una voz en off (estrena mundial) i El gato con botas. Una setmana més tard, el 18 de desembre, cantava el paper de Susana en Les noces de Figaro de Mozart al Liceu, amb Montserrat Caballé fent el paper de la Comtessa.
Un any més tard, el 19 de desembre de 1963, tornava a cantar al Liceu, ara el paper Amor de l'òpera Orfeu i Eurídice de Gluck. El 6 d'agost de 1971 va interpretar al Teatre Romea de Barcelona l'òpera Maruxa d'Amadeu Vives.
En Reus va participar en la representació de l'òpera Werther de Jules Massenet, en març de 1963, amb l'Orquestra Simfònica del Liceu dirigida pel mestre Eugenio M. Marco.
Va ser també cantant de concerts, com ara en el Rèquiem alemany de Johannes Brahms interpretat al Palau de la Música Catalana en 1962. En gener de 1966 va interpretar també al Palau de la Música la Missa de la Coronació de Mozart amb l'Orquestra Simfònica i l'Orfeó Manresà dirigits pel mestre Antoni Ros Marbà, en una producció de Joventuts Musicals.
La seva darrera actuació es va produir al Saló dels Miralls del Liceu de Barcelona, el 20 de maig de 1979, acompanyada del pianista Pere Vallribera.
Es va casar amb el clarinetista barceloní Juli Pañella i Salvador.
L'any 2006, amb motiu del 25è aniversari de la seva mort, l'ajuntament d'Esparreguera li va dedicar un homenatge

## Enregistraments
- Va intervenir en l'enregistrament de 1953 de l'òpera Canigó del jesuïta i compositor Antoni Massana, en el paper de la Fada segona.[19]
- Seguit de cançons catalanes, amb el segell Vergara, que van aparèixer com a dos discs LP (1962).
- La Legió d'honor de Rafael Martínez Valls, per al segell Columbia (1965), fent el paper de Carlota, amb Manuel Ausensi (Brissac), Eduard Giménez (Marcel), Carme Rigolfas (Madelena), Dídac Monjo (Trabus), Gran Orquestra Simfònica sota la direcció de Rafael Ferrer i l'Orfeó Gracienc dirigit per Antoni Pérez i Simó.[20]